# Хендрик III ван Виттем
Хендрик III Корселар ван Виттем (нидерл. Hendrik III Corsselaar van Wittem; 1440 — 17 сентября 1515), по прозвиищу Рыцарь Чести, владетель Берсела — государственный и военный деятель Бургундии и Габсбургских Нидерландов.

## Биография
Принадлежал к семье Корселар, одной из побочных линий Брабантского дома. Сын Хендрика II Корселара, владетеля Берсела, и Якобы ван Глим.
Сеньор Брен-л’Аллё, Руисбрука, Эйса и Плансенуа, барон ван Баутерсем.
Во время Нидерландского восстания против Максимилиана I он поддерживал регента. Вел жестокую войну с восставшими жителями Брюсселя, опустошив набегами окрестности города. В ответ брюссельцы в 1488 году разрушили его городской дом, а самого Хендрика осаждали в его замке Берсел и вынудили сдаться после нескольких обстрелов. Также повстанцы захватили замок Брен. По условиям Данебрукского мира 14 августа 1489 Максимилиан заставил брюссельцев вернуть Корселару владения.
26 мая 1491 на капитуле в Мехелене был принят Филиппом Красивым в рыцари ордена Золотого руна.
Был камергером Филиппа Красивого, первым дворцовым распорядителем его детей, когда Филипп отправился в Испанию, затем камергером Карла Габсбурга. В 1513 году приобрел баронию Баутерсем.
Погребен в церкви своей сеньории Берсел в двух лье от Брюсселя.

## Семья
Жена (27.01.1470): Элизабер ван дер Спаут (ок. 1443—10.06.1503), наследница Аркенна, Ле-Пти-Рё, Бюзеваля, Нерисше, Смейерсберга и Скайлмонта, дочь Бернарда ван дер Спаута, сеньора де Бюзеваль, и Элизабет д’Аркенн, дамы д’Аркенн и дю Пти-Рё
Дети:
- Филип Корселар ван Виттем (6.01.1471—1523), владетель Берсела, Брен-л’Аллё, Нерисше и Аркенна, барон ван Баутерсем. Жена (1491): Йоханна ван Халевин (1470—1521), дочь Йохана II ван Халевина, графа Рослера, и Жанны де Ла-Клит, дамы де Коммин и графини Ньвпорта
- Изабо Корселар ван Виттем (2.02.1473—1508), дама дю Пти-Рё. Муж (2.09.1487): Бернар II д’Орле (1465—1505), сеньор де Ла-Бюшер, Мессенбург, Сенест, Рамерю, Ла-Фоли и Тюбек
- Йоханна (р. 1475)
- Мария (1476—1537), аббатиса Флориваля
- Питер (р. 1480)
- Адриан (1483—1508)
- Йохан
- Эльза. Муж: Йохан Клутинк